# 신동훈 (희극인)
신동훈(1990년 8월 3일 ~ )은 대한민국의 유튜버이다.

## 특이 사항
INSITE TV의 뺑뺑이에서 군대가기 미션을 성공시키자 해경에 근무했다. 근무 이후 전역으로 쿠쿠크루(Cuckoo Crew)로 활동하고 있으며, 2016년에는 DIA TV에서 채희선과 함께 신채계약서를 시작하였으며, 현재 DIA TV와 쿠쿠크루로 활동하고 있다. 최근 쿠쿠크루를 탈퇴하고 유튜브 개인 채널이 생겨 ASMR이나 공포영화 혼자보기 컨텐츠 등 활동을 하고 있다.

## 기타정보
- 그의 최종학력은 신구대학 사진영상학과이며, 현재 휴학중이다.